# ГАЗ-М-20 „Победа“
ГАЗ-М-20 „Победа“  е култов съветски лек автомобил, серийно произвеждан в Горковския автомобилен завод в Горки (Нижни Новгород) в периода 1946 – 1958 г. Това е първия съветски лек автомобил със самоносеща конструкция и един от първите автомобили с „понтонна“ конструкция. Серийното производство на автомобила започва на 28 юни 1946 г. До края на производството на този модел от поточната линия слизат общо 235.999 машини, от тях 14.222 кабриолета и 37.492 машини таксита.

## Модификации
ГАЗ-М-20 „Победа“  – първа (1946 – 1948 г.) и втора (1948 – 1954 г.) серия. От 1 септември 1948 г. в серийното производство на автомобила са включени отопление, отварящи се малки прозорчета на предните врати; от октомври 1948 г. са внесени нови ресори с параболично сечение; от октомври 1949 г. към серийния модел е сложен нов термостат; от 1950 г. частите се обновяват с по-надеждни такива; от октомври 1950 г. в серийното производство на автомобила се внася скоростната кутия от ГАЗ-12 „ЗИМ“, приблизително по същото време се слага и нова водна помпа. Двигателят е производство на ГАЗ с индекс „М-20“ с обем 2112 см3 и мощност 50 к.с. (до 1955 г.) и 52 к.с. (след 1955 г.)

ГАЗ-М-20В (1955 – 1958) – модернизирана версия на ГАЗ-М-20, счита се за „трета серия“. Разликите от базовия модел са по-мощншя двигател (52 вместо старите 50 к.с.), както и серийното монтиране на радиоприемник във всички автомобили. Това е първият съветски автомобил, който се предлага на пазара със серийно монтиран радиоприемник.

## Малосерийни и специални модификации
ГАЗ-М-20Д (1956 – 1958) – модел с форсиран двигател (57 – 62 к.с.), произвеждан изключително за нуждите на МГБ/КГБ.

ГАЗ-М-20Г и ГАЗ-М-26 (1956 – 1958) – „бързоходен“ модел, отново произвеждан изключително за нуждите на МГБ/КГБ. Основната разлика със серийния модел е монтирането на 6-цилиндров двигател с обем 3485 см3 и мощност 90 к.с. (всъщност това е абсолютно същия двигател, който се монтира на ГАЗ-12 „ЗИМ“).